# Centrochria metis
Centrochria metis är en fjärilsart som beskrevs av Fawcett 1917. Centrochria metis ingår i släktet Centrochria och familjen mätare. Inga underarter finns listade i Catalogue of Life.